# Prvenstvo ZNP 1921-1922
Il Prvenstvo Zagrebačkog nogometnog podsaveza 1921./22. (it. "Campionato della sottofederazione calcistica di Zagabria 1921-22") fu la terza edizione del campionato organizzato dalla Zagrebački nogometni podsavez (ZNP), la nona in totale, contando anche le 4 edizioni del Prvenstvo grada Zagreba (1918-1919) e le 2 del campionato di Regno di Croazia e Slavonia (1912-1914, composto esclusivamente da squadre di Zagabria).
Il torneo fu vinto dal HAŠK Zagabria, al suo secondo titolo nella ZNP, il quarto in totale.
Il campionato era diviso era diviso fra le 28 squadre di Zagabria città (divise in quattro classi, razred) e quelle della provincia (divise in varie parrocchie, župe). Era prevista la finale sottofederale fra le vincitrici della prima classe cittadina e quella provinciale.

## Avvenimenti
Il campionato iniziò il 18 settembre 1921, ma poche settimane dopo venne interrotto per il maltempo che bloccò la fase autunnale del torneo, che venne ripreso solo nel marzo 1922.

Il 19 marzo 1922 vi fu la finale sottofederale della edizione 1920-21, dove l'HAŠK superò il Cibalia per 16–0.

Il maltempo e la scarsità di campi (vi erano 28 squadre in città), fecero slittare la conclusione del torneo dal giugno 1922 (data prevista) al febbraio 1923.

## Classifica
|                   | Pos. | Squadra            | Pt | G  | V  | N | P  | GF | GS  | QR     |
| ----------------- | ---- | ------------------ | -- | -- | -- | - | -- | -- | --- | ------ |
|                   | 1.   | HAŠK Zagabria      | 25 | 14 | 12 | 1 | 1  | 93 | 14  | 6,643  |
|                   | 2.   | Concordia Zagabria | 24 | 14 | 12 | 0 | 2  | 69 | 10  | 6,900  |
|                   | 3.   | Građanski Zagabria | 23 | 14 | 11 | 1 | 2  | 95 | 9   | 10,556 |
|                   | 4.   | Ilirija Zagabria   | 12 | 14 | 6  | 0 | 8  | 21 | 31  | 0,677  |
|                   | 5.   | Šparta Zagabria    | 12 | 14 | 6  | 0 | 8  | 14 | 52  | 0,269  |
|                   | 6.   | Viktorija Zagabria | 9  | 14 | 4  | 1 | 9  | 23 | 57  | 0,404  |
|                   | 7.   | Croatia Zagabria   | 7  | 14 | 3  | 1 | 10 | 7  | 42  | 0,167  |
|                   | 8.   | Slaven Zagabria    | 0  | 14 | 0  | 0 | 14 | 2  | 109 | 0,018  |
| Fonte: exyufudbal |      |                    |    |    |    |   |    |    |     |        |

Legenda:
      Campione di Zagabria.
  Partecipa agli spareggi.
      Retrocessa in prima classe "B".
Note:
Due punti a vittoria, uno a pareggio, zero a sconfitta.

## Risultati
|                   | HAŠ  | Con  | Gra  | Ili  | Špa  | Vik  | Cro  | Sla  |
| ----------------- | ---- | ---- | ---- | ---- | ---- | ---- | ---- | ---- |
| HAŠK              | –––– | 6-2  | 4-2  | 3-1  | 6-0  | 11-0 | 5-1  | 13-0 |
| Concordia         | 3-0  | –––– | 2-0  | 3-0  | 3-0  | 10-2 | 4-0  | 5-0  |
| Građanski         | 3-3  | 2-0  | –––– | 6-0  | 10-0 | 12-0 | 3-0  | 14-0 |
| Ilirija           | 0-4  | 0-4  | 0-7  | –––– | 1-0  | 2-0  | 2-0  | 2-1  |
| Šparta            | 0-11 | 0-4  | 0-13 | 2-0  | –––– | 2-1  | 2-0  | 2-0  |
| Viktorija         | 2-5  | 0-4  | 0-5  | 1-0  | 2-3  | –––– | 3-1  | 6-1  |
| Croatia           | 0-6  | 0-5  | 0-9  | 0-2  | 1-0  | 1-1  | –––– | 1-0  |
| Slaven            | 0-16 | 0-20 | 0-9  | 0-11 | 0-3  | 0-5  | 0-2  | –––– |
| Fonte: exyufudbal |      |      |      |      |      |      |      |      |

## Provincia

### I župa— Sussak
Nessuna competizione ufficiale poiché il territorio di Sussak era ancora rivendicato dal Regno d'Italia.

### II župa— Karlovac
```
Semifinali:    Olimpia Karlovac - 
ŠK Karlovac
            2-1				
               Građanski Karlovac - Željezničar Karlovac 6-1				
Finale:        Olimpia Karlovac - Građanski Karlovac     rinuncia Građanski
```

### III župa— Brod
```
   Squadra                         G   V   N   P   GF  GS  Q.Reti  Pti					
1  Građanski Slavonski Brod        10  9   0   1   49  7   7,000   18	
2  
Marsonija Slavonski Brod
        10  8   0   2   50  8   6,250   16	
3  Union Bosanski Brod             10  4   1   5   17  36  0,472   9	
4  Makabi Slavonski Brod (-4)      10  5   1   4   19  24  0,792   7	
5  Željezničar Slovonski Brod      10  2   0   8   6   43  0,140   4	
6  Proleter Slavonski Brod         10  1   0   9   5   28  0,179   2	
   Posavina Slavonski Brod         ritirato
```

### IV župa— Osijek
```
   Squadra                         G   V   N   P   GF  GS  Q.Reti  Pti
1  
Slavija Osijek
                  12  10  1   1   57  15  3,800   21	
2  Amater Osijek                   11  7   3   1   47  10  4,700   17	
3  Hajduk Osijek                   11  6   2   3   25  19  1,316   14	
4  Sloga Osijek                    12  5   1   6   29  16  1,813   11	
5  Građanski Osijek (-2)           10  4   1   5   21  19  1,105   7	
6  Jadran Osijek                   11  2   0   9   8   83  0,096   4	
7  Makabi Osijek                   11  1   0   10  5   30  0,167   2	
   Viktorija Osijek                ritirato
   Olimpija Osijek                 ritirato
   Željezničar Osijek              ritirato
```

### V župa— Varaždin
```
Primo turno:   ZŠK Zlatar - LŠK Ludbreg                  ritiro Ludbreg				
               
ČSK Čakovec
 - VŠK Varaždin                3-0				
Semifinale:    Drava Varaždin - ZŠK Zlatar               ritiro Zlatar
Finale:        Drava Varaždin - 
ČSK Čakovec
              1-3
```

### VI župa— Bjelovar
```
Primo turno:   
BGŠK Bjelovar
 - Graničar Đurđevac         ritiro Đurđevac
               SNŠK Slatina - PŠK Pitomača               3-0				
Secondo turno: 
BGŠK Bjelovar
 - SNŠK Slatina              ritiro Slatina
Semifinali:    
BGŠK Bjelovar
 - Viktorija Koprivnica      2-1
               VGŠK Virovitica - Jadran Virovitica       3-0
Finale:        VGŠK Virovitica - 
BGŠK Bjelovar
           0-1
```

### VII župa— Sisak
```
   Squadra                         G   V   N   P   GF  GS  Q.Reti  Pti
1  Željezničar Sisak               8   8   0   0   43  0   -       16	
2  
Segesta
                         8   6   0   2   25  9   2,778   12	
3  Panonija Sisak                  8   3   0   5   11  14  0,786   6	
4  Radnik Sisak                    8   3   0   5   9   18  0,500   6	
5  Balkan Sisak                    8   0   0   8   0   47  0,000   0
```

### VIII župa— Banja Luka
```
Primo turno:   
Sloboda B. Novi
 - ŠK "22" Prijedor        2-0				
               
Krajišnik
 - Vrbas Banja Luka              8-2				
Semifinale:    
Krajišnik
 - Graničar Bosanski Novi       12-0				
Finale:        
Sloboda B. Novi
 - 
Krajišnik
               0-3
```

### IX župa— Daruvar
```
Primo turno:   
Moslavina
 - DONK Daruvar                  ritiro Daruvar
Semifinale:    
Moslavina
 - Zmaj Požega                   ritiro Zmaj
Finale:        ŠK Ivanić-Grad - 
Moslavina
                ritiro Moslavina
```

### X župa— Požega
```
               PŠK Požega                                vincitore
```

### XI župa— Doboj
```
               ŠK Borba Bosanska Dubica
```

### XII župa— Vinkovci
```
Primo turno:   Hajduk Đakovo - ĐŠK Đakovo                1-2
               
Cibalia
 - Jadran Vinkovci                 ritiro Jadran
Semifinale:    
Cibalia
 - Taninpila Sušine-Đurđenovac     3-1				
Finale:        
Cibalia
 - ĐŠK Đakovo                      ritiro Đakovo
```

### Finali provinciali
```
Primo turno:   
Krajišnik
 - ŠK Borba Bosanske Dubice      8-0				
               ŠK Ivanić-Grad - 
ČSK Čakovec
              0-3				
               Građanski Slavonski Brod - 
Cibalia
        0-3				
               Olimpija Karlovac - 
BGŠK Bjelovar
         non disputata
Secondo turno: 
Krajišnik
 - Željezničar Sisak             6-0				
               
ČSK Čakovec
 - Olimpija Karlovac           6-0				
Terzo turno:   
Slavija Osijek
 - 
Cibalia
                  non disputata		
               
ČSK Čakovec
 - 
Krajišnik
                   1-3				
Semifinale:    
Krajišnik
 - 
Cibalia
                       5-0				
               
BGŠK Bjelovar
 - 
Slavija Osijek
            1-3				
Finale:        
Slavija Osijek
 - 
Krajišnik
                2-0
```

## Finale sottofederale
```
La finale è stata disputata prima della conclusione del campionato di Zagabria, quando l'HAŠK era già matematicamente campione ed automaticamente dichiarato tale dalla 
ZNP
.
```

| Squadra 1       | Risultato | Squadra 2      |
| --------------- | --------- | -------------- |
| 29 gennaio 1923 |           |                |
| HAŠK Zagabria   | 5 – 0     | Slavija Osijek |